# Santa Fe (Nueva Vizcaya)
Santa Fe is een gemeente in de Filipijnse provincie Nueva Vizcaya op het eiland Luzon. Bij de laatste census in 2007 had de gemeente ruim 13 duizend inwoners.

## Geografie

### Bestuurlijke indeling
Santa Fe is onderverdeeld in de volgende 16 barangays:
| - Atbu - Bacneng - Balete - Baliling - Bantinan - Baracbac - Buyasyas - Canabuan | - Imugan - Malico - Poblacion - Santa Rosa - Sinapaoan - Tactac - Unib - Villa Flores |

## Demografie
Santa Fe had bij de census van 2007 een inwoneraantal van 13.421 mensen. Dit zijn 472 mensen (3,6%) meer dan bij de vorige census van 2000. De gemiddelde jaarlijkse groei komt daarmee uit op 0,50%, hetgeen lager is dan het landelijk jaarlijks gemiddelde over deze periode (2,04%). Vergeleken met de census van 1995 is het aantal mensen met 1.567 (13,2%) toegenomen.

De bevolkingsdichtheid van Santa Fe was ten tijde van de laatste census, met 13.421 inwoners op 399,81 km², 33,6 mensen per km².